# Lucy (film, 2014)
Cet article concerne le film de Luc Besson. Pour le film de Henner Winckler, voir  Lucy.
Pour les articles homonymes, voir Lucy.
Pour plus de détails, voir Fiche technique et Distribution.
Lucy est un film de science-fiction multinational écrit et réalisé par Luc Besson, sorti en 2014.
Il met en scène Scarlett Johansson et Morgan Freeman dans les rôles principaux. Partant du postulat que l'être humain n'utilise que 10 % des capacités de son cerveau, le film décrit ce qui arrive à une jeune étudiante de 25 ans, Lucy, dès lors que se répand dans son abdomen une drogue expérimentale qui décuple ses capacités cérébrales.
Fin 2014, Lucy devient le plus gros succès du cinéma français à l'étranger avec 53,5 millions d'entrées, devant Taken 2 (47,8 millions), Le Cinquième Élément (35,7 millions) également réalisé par Luc Besson et Intouchables (31,9 millions), avec 58,7 millions de billets vendus dans le monde dont 5,2 millions d'entrées en France.

## Synopsis
Lucy Miller est une jeune femme vivant à Taipei (Taïwan). Prise dans un guet-apens par la mafia coréenne, elle est contrainte de faire la « mule » pour des trafiquants de drogue qui insèrent un paquet de poudre bleue dans son ventre, le CPH4, produit de synthèse expérimental. Elle est ensuite enfermée et violentée dans une cellule ; son agresseur la renverse à terre d'un coup de poing au visage puis lui donne des coups de pied à l'abdomen, ce qui déchire le paquet. La substance se répand dans son corps. Cela décuple ses facultés psychiques. Dès lors elle acquiert un savoir et des pouvoirs illimités, contrôle les ondes, l'électricité, la matière, le temps, le sommeil, peut changer d'apparence et acquiert des pouvoirs télékinétiques et télépathiques.
Elle se rapproche du professeur Samuel Norman, spécialiste du cerveau qui a théorisé les possibilités humaines si plus de 10 % des capacités cérébrales étaient utilisées. Au cours du film va s'afficher, à l'écran, la progression des capacités cérébrales de Lucy. Celle-ci rejoint le professeur Norman à Paris et doit affronter la mafia coréenne menée par son chef sanguinaire, monsieur Jang.
Trois autres « mules » ont été chargées de CPH4 à Taipei pour apporter la drogue en Europe. Lucy aide les forces de police à les retrouver toutes, et à l'issue d'un affrontement contre les mafieux coréens qu'elle maîtrise d'un geste, elle récupère les trois paquets et se fait injecter la totalité du produit afin que son cerveau parvienne à 100 % d'utilisation. Elle comprend dès lors le sens et l'origine de l'existence, de l'univers, puis une substance noire jaillit de ses membres, fabriquant un superordinateur organique dans les locaux de la Sorbonne devant Norman et plusieurs de ses collègues ébahis, afin de leur transmettre tout son savoir. Dans le même temps, elle se met à voyager à travers le temps et l'espace, revient trois millions d'années en arrière et rencontre un des plus anciens hominidés connus, l’Australopithecus afarensis Lucy. Elles se touchent l'index, comme dans la fresque peinte au plafond de la chapelle Sixtine, Création d'Adam de Michel-Ange.
À la Sorbonne, les coups de feu pleuvent entre les mafieux coréens et la police française. Monsieur Jang parvient jusqu'à la pièce où se trouve Lucy et lui tire dessus, mais à l'instant où les balles devraient la toucher, celle-ci disparaît dans le continuum espace-temps. Le commissaire Del Rio de la police française abat finalement monsieur Jang, tandis que l'ordinateur organique fournit une clé USB contenant tout le savoir de Lucy au professeur Norman avant de se désintégrer. Lorsque Del Rio demande où est passée Lucy, il reçoit instantanément un SMS : « Je suis partout. » La caméra s'élève au-dessus du cadavre de monsieur Jang et la voix de Lucy retentit : « La vie nous a été donnée il y a un milliard d'années. Maintenant, vous savez quoi en faire. »

## Fiche technique
- Titre original : Lucy
- Titre taïwanais : 露西
- Réalisation et scénario : Luc Besson
- Musique : Éric Serra
- Direction artistique : Gilles Boillot, Dominique Moisan, Stéphane Robuchon et Thierry Zemmour
- Décors : Hugues Tissandier
- Costumes : Olivier Bériot
- Photographie : Thierry Arbogast
- Son : Guillaume Bouchateau, David Parker, Stéphane Bucher, Didier Lozahic, Claire Bernengo
- Montage : Julien Rey
- Production : Luc Besson, Virginie Besson-Silla et Christophe Lambert (II)[4]
  - Production déléguée : Marc Shmuger
- Sociétés de production[5] :
  - France : EuropaCorp, TF1 Films Production, Grive Productions et Digital Factory, avec la participation de Canal+, Ciné+ et TF1, avec le soutien du CNC
  - Taïwan : service de production Filmagic Pictures Co.
  - Allemagne : service de production Element Film
  - Canada : avec la participation de Canadian Film or Video Production Tax Credit[6]
- Sociétés de distribution[7] : EuropaCorp Distribution (France) ; Universal Pictures (Allemagne, Royaume-Uni) ; Universal Studios (États-Unis, Québec, Taïwan, Suisse romande) ; Belga Films (Belgique)
- Budget : 49 006 310 €[8]
- Pays de production :  France,  Allemagne,  Taïwan,  Canada,  États-Unis,  Royaume-Uni
- Langues originales : français, anglais, mandarin, allemand, italien, espagnol, coréen
- Format[9] : couleur - 35 mm / D-Cinema - 2,35:1 (Cinémascope)
  - son SDDS | Datasat | Dolby Digital | Dolby Atmos | Auro 11.1
- Genre : action, science-fiction, thriller
- Durée : 89 minutes
- Dates de sortie[10] :
  - États-Unis, Québec : 25 juillet 2014[11]
  - France, Belgique : 6 août 2014[12]
  - Suisse romande : 7 août 2014[13]
  - Allemagne : 14 août 2014
  - Taïwan : 20 août 2014
  - Royaume-Uni : 20 août 2014
- Classification[14] :
  - France : tous publics avec avertissement[15]
  - Allemagne : interdit aux moins de 12 ans (FSK 12)
  - Taïwan : Interdit aux moins de 12 ans (12+ - Parental Guidance 12 - Viewing is not permitted for children under 12).
  - Canada : les enfants de moins de 14 ans doivent être accompagnées d'un adulte (14A - 14 Accompaniment)
  - Québec : 13 ans et plus (violence) (13+ / 13 years and over)[11]
  - États-Unis : interdit aux moins de 17 ans (R – Restricted)[Note 1]
  - Royaume-Uni : interdit aux moins de 15 ans (15 - Suitable only for 15 years and over)
  - Belgique : tous publics (Alle Leeftijden)[12]
  - Suisse romande : interdit aux moins de 16 ans[16]

## Distribution
- Scarlett Johansson (VF : Julia Vaidis-Bogard ; VQ : Camille Cyr-Desmarais) : Lucy Miller
- Morgan Freeman (VF : Benoît Allemane ; VQ : Guy Nadon) : le professeur Samuel Norman
- Choi Min-sik : Monsieur Jang
- Amr Waked (VF : Patrick Béthune ; VQ : Yves Soutière) : l'inspecteur Pierre Del Rio
- Pilou Asbæk (VF : Loïc Houdré ; VQ : Claude Gagnon) : Richard
- Analeigh Tipton (VF : Marie Tirmont ; VQ : Claudia-Laurie Corbeil) : Caroline
- Julian Rhind-Tutt (VF : Jérôme Pauwels ; VQ : Daniel Picard) : l'Anglais
- Nicolas Phongpheth : Jii
- Jan Oliver Schroeder : l'Allemand
- Luca Angeletti (it) : l'Italien
- Pascal Loison : le drogué
- Cédric Chevalme : le policier français Daniel
- Alexis Rangheard : le policier français Robert
- Claire Tran : l'hôtesse de l'air
- Frédéric Chau : le steward
- François Legrand : l'homme d'affaires
- Alessandro Giallocosta : Marco Brezzi
- Loïc Brabant, Pierre Grammont, Pierre Poirot et Bertrand Quoniam : professeurs

Source : Version française sur RS Doublage et sur Allodoublage ; Version québécoise sur Doublage Québec

## Production

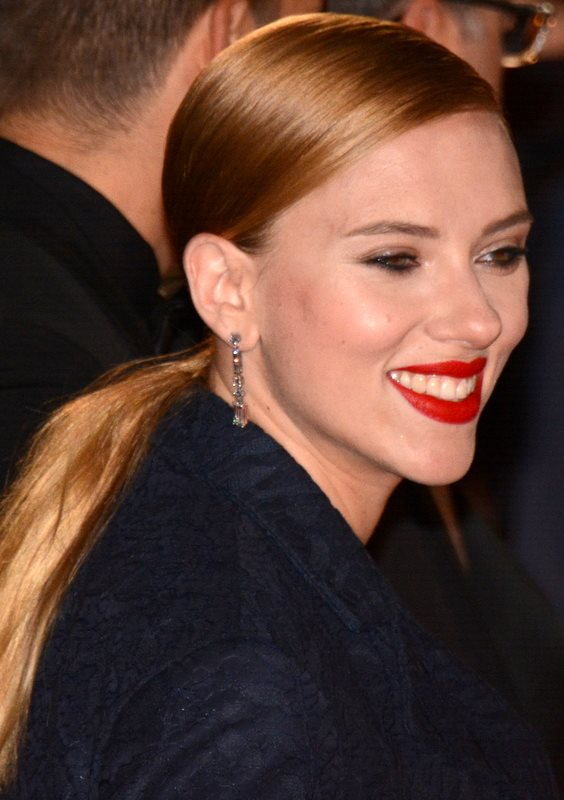
L'actrice principale Scarlett Johansson aux Césars 2014.

### Genèse et développement
En octobre 2010, Luc Besson annonce qu'il va réaliser un nouveau film de science-fiction qu'il a depuis longtemps en tête et qu'il a voulu faire après avoir vu Avatar : « Quand j'ai fait Le Cinquième Élément, j'avais des outils technologiques qui étaient un peu obsolètes déjà […] Avec l'arrivée du numérique, c'est incroyable ce qu'on peut faire. On peut imaginer n'importe quoi, il y aura toujours des techniciens pour vous suivre dans votre délire. Je pense que le tournage sera en 2012-2013, parce que ça va être très très gros ».
Le réalisateur se concentre cependant sur d'autres projets, notamment Malavita, d'après le roman du même nom de Tonino Benacquista.
En juin 2013, Christophe Lambert, directeur général d'EuropaCorp, rapporte que le film sera la production la plus ambitieuse et chère du studio.

### Attribution des rôles
En décembre 2011, il est révélé qu'Angelina Jolie serait en négociations pour tenir le rôle principal du film. Finalement, Scarlett Johansson est confirmée pour le rôle en avril 2013,. En juin 2013, Morgan Freeman est évoqué pour le rôle d'un scientifique.
L'un des acteurs du film, Lee Chun, n'est autre que le fils du réalisateur taïwanais Ang Lee.

### Tournage

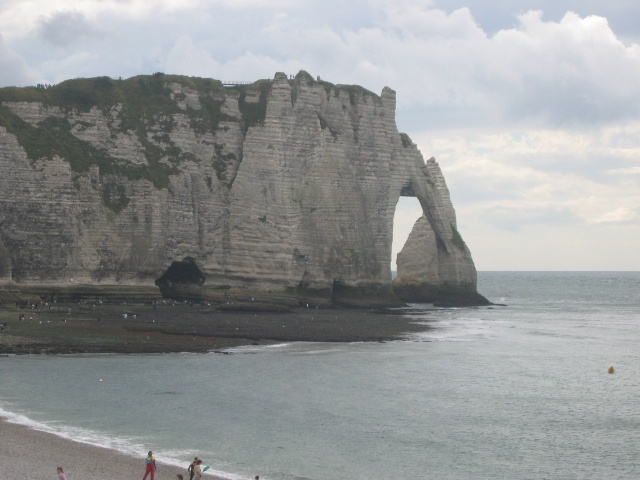
La falaise d'Aval à Étretat a servi de décor au film.

Le tournage débute en août 2013 dans le centre de Paris et dans le studio 5 de la Cité du Cinéma de Luc Besson à Saint-Denis. Le 5 septembre 2013, Luc Besson et son équipe tournent secrètement à la falaise d'Aval à Étretat. Le 9 septembre 2013, Luc Besson et son équipe tournent discrètement en Lozère à Saint-Chély-du-Tarn.
Le 21 octobre 2013, le tournage se poursuit à Taipei, la capitale de Taïwan, pour une durée de 11 jours,,. Quelques scènes sont notamment tournées à Taipei 101, l'une des plus grandes tours du monde. Le tournage taïwanais est fortement perturbé par la forte présence de paparazzi et de la presse locale, qui gênent considérablement l'équipe. Des incidents ont lieu avec des photographes qui ont failli causer un accident de voiture en s'approchant trop près d’une zone bouclée pour le film, alors que d'autres ont été très oppressants avec notamment Scarlett Johansson. L'équipe abrège donc le tournage à Taipei,.
Une des scènes est tournée dans l'amphithéâtre Richelieu de la Sorbonne. La scène finale l'a été dans le hall de la faculté de droit de Paris, ainsi que devant l'entrée principale, place du Panthéon. Une des scènes de poursuite en voiture a été tournée dans le 13e arrondissement de Paris rue Jeanne d'Arc[réf. souhaitée], sur les quais de la Seine entre le musée du Louvre et l'Hôtel de ville de Paris, ainsi que rue de Rivoli.

### Effets spéciaux
Pour réaliser les 1 000 plans d'effets spéciaux, la production a fait appel à ILM (Industrial Light & Magic, fondé par George Lucas), situé dans le quartier du Presidio de San Francisco.
Nicholas Brooks a dirigé les opérations. Il a reçu un Oscar pour Au-delà de nos rêves et il a récemment travaillé sur Insaisissables.

### Choix du titre
Le nom du film Lucy est aussi une référence au nom donné au premier fossile relativement complet d'Australopithèque. Elle apparaît par deux fois dans le film. Dans la deuxième scène, les deux « Lucy » se rencontrent de la même manière que Dieu et Adam dans la fresque La Création d'Adam de Michel-Ange sur la voûte de la Chapelle Sixtine.

### Musique
Albums de Éric Serra
The Lady
(2011)
La musique du film est composée par Éric Serra, collaborateur de longue date de Luc Besson. Éric Serra décrit le style adopté pour Lucy : « D'habitude, c'est à la fois pop, ethnique et symphonique. Mais cette fois, c'était plus une combinaison entre électronique et symphonique ».
Luc Besson a également fait appel à Damon Albarn pour le titre Sister Rust. Le compositeur anglais raconte : « Tout est parti d'un coup de fil que m'a passé Luc Besson. Un appel en visioconférence. Au début, je ne comprenais pas trop ce que je voyais à l'écran. Pour être honnête avec vous, je m'étais couché très tard ! (rires) Bref, je suis venu à la Cité du Cinéma, j'ai vu des passages de Lucy, et c'était très séduisant. En plus, j'aime beaucoup les films de Luc Besson, ça aide. Et voilà, c'était parti… Ça s'est fait de manière très simple. Je ne peux bosser qu'avec des gens que j'apprécie. J'ai besoin de me sentir proche d'eux pour m'engager à fond, et c'était le cas ici ».

## Accueil

### Promotion
Du 27 mars 2014 au 2 avril 2014, une grande campagne de marketing viral a été organisée sur Internet. Chaque jour, les internautes devaient déchiffrer un message sur le site Lucy-everywhere. Dans des messages sur les capacités cérébrales de l'homme, étaient dissimulés des codes secrets. Ces codes permettaient ensuite d'accéder à des images exclusives du film.

### Accueil critique
Aux États-Unis, le film est défendu par le magazine Variety (« agreeably goofy sci-fi thriller »). Cependant, dans le New York Times, on peut lire que Luc Besson a été « porté par la présence de Scarlett Johansson » mais qu'il possède trop de « légèreté. (…) Ce qui semble nouveau dans le travail de Luc Besson est toujours vieux ». Dans The Washington Post, le journaliste regrette « certaines fioritures stupides de Luc Besson », même si l'énigme du film intrigue les spectateurs.
En France, le film reçoit des critiques de dix-sept titres de presse. Parmi les positives, Danielle Attali écrit dans Le Journal du dimanche que « Luc Besson signe un thriller d'anticipation réussi qui a le talent de distraire et de tenir en haleine ». Dans Voici, le journaliste apprécie le travail de Luc Besson qui « revient au cinéma d'action avec ce croisement farfelu entre le film de super héros et le film de gangsters asiatiques, dopé par la toujours sexy Scarlett Johansson ». Dans Le Parisien, Magali Gruet écrit que « Certains ont qualifié le film de féministe, nous n'irons pas jusque-là, mais pour une fois qu'une femme est à la source de solutions pour sauver le monde, on aurait tort de s'en priver ». Cependant d'autres journaux font des critiques négatives du film, ainsi Libération écrit « Par-delà la réussite ou le grotesque dont se pare chaque nouvelle scène d'épate spectaculaire de cette violente et invraisemblable embardée, domine le sentiment que Luc Besson filme désormais tout cela depuis un au-delà d’indifférence marketeuse (…) ». Le Nouvel Observateur écrit qu'« on voit mal comment un tel bidule peut faire illusion chez nous une fois le buzz dissipé, tant Lucy ne contente personne (…) ».
Matthieu Santelli, de Critikat, condamne violemment le film ainsi que le système de production mis en place par Luc Besson : « L'histoire d’EuropaCorp est celle d’un empire qui n’a rien à conquérir, d’une entité gigantesque qui règne sans avoir à s’en donner la peine, d’un immense gâchis qui n’a même pas pour lui d’aller jusqu’au bout de son cynisme, pas assez rance pour être détestable, tout juste suffisamment nul pour être oubliable. Une anomalie industrielle qui indiffère royalement, à l’image de Lucy, consumée par son pouvoir et qui se désintègre sans que ça dérange ni elle, ni nous, là où Besson, lui, a fini par totalement se désincarner. À la fin du film, de Lucy, il ne reste plus que son pouvoir. Aujourd’hui, de Besson, il ne reste plus qu’EuropaCorp. Le pouvoir est une aliénation ».
Lucy est moyennement reçu par la critique, puisque dans les pays anglophones, le site Rotten Tomatoes lui attribue 66 % d'avis favorables, sur la base de 193 commentaires et une note moyenne de 6,1/10 et le site Metacritic lui attribue un score de 61/100, sur la base de 45 commentaires.
Le film reçoit un accueil moyen sur le site Allociné, sur la base de 17 commentaires presse, le film reçoit une note moyenne de 2,6 sur 5, tandis que les spectateurs lui attribuent une note moyenne de 3,1 pour 19 319 commentaires dont 2 917 critiques. Sur Cinémur, le film obtient un score de 81 %.

### Box-office
| Pays ou région    | Box-office        | Date d'arrêt du box-office | Nombre de semaines |
| ----------------- | ----------------- | -------------------------- | ------------------ |
| États-Unis Canada | 126 663 600 $,    | 6 novembre 2014            | 14                 |
| France            | 5 203 226 entrées | 4 novembre 2014            | 13                 |
| Russie            | 3 421 798 entrées | 26 octobre 2014            | 7                  |
| Monde             | 463 360 063 $     | 23 novembre 2014           | 17                 |

Au 13 novembre 2014, Lucy est le plus grand succès d'un long métrage français, toutes langues de tournage prises en compte, avec 459 millions de dollars, devant le précédent détenteur du record, Intouchables (445 millions de dollars ou 449 millions de dollars corrigé de l'inflation). C'est également le deuxième plus grand succès international (non corrigé de l'inflation) d'un film non-américain de toute l'histoire, après l'anglais Skyfall (1 108 millions de dollars) et juste devant Intouchables (445 millions de dollars).
Aux États-Unis et au Canada, le film réalise 43 899 340 $ de recettes pour son premier week-end d'exploitation, fin juillet 2014, ce qui correspond à peu près au budget de production du film. Lucy prend ainsi la tête du box-office du week-end, devant Hercule et La Planète des singes : L'Affrontement.
En France, le film réalise le deuxième meilleur démarrage de 2014 pour les premières séances parisiennes avec 6 359 entrées, précédé par Dragons 2 (7 520 entrées).

## Distinctions
Entre 2014 et 2015, Lucy a été sélectionné 13 fois dans diverses catégories et a remporté 1 récompense,.

### Récompenses
- Prix Yoga 2015 : Prix Yoga du pire réalisateur étranger pour Luc Besson

### Nominations
- Sondage de l'hebdomadaire The Village Voice 2014 : Meilleure actrice pour Scarlett Johansson.
- Académie des films de science-fiction, fantastique et d'horreur - Prix Saturn 2015 : Meilleur film d'action ou d'aventure.
- Alliance des femmes journalistes de cinéma 2015 : Prix coup de pied au cul de la meilleure actrice de film d'action pour Scarlett Johansson.
- Association des critiques de cinéma 2015 : Meilleure actrice dans un film d'action pour Scarlett Johansson.
- Bande-annonce d'or 2015 :
  - Meilleure bande-annonce pour un thriller pour Universal Studios et Create Advertising Group,
  - Meilleure affiche de film d'action pour Universal Pictures UK et Ignition Print.
- MTV Movie & TV Awards 2015 : Meilleure performance féminine pour Scarlett Johansson.
- Prix Huading 2015 : Meilleur réalisateur mondial pour un film pour Luc Besson.
- Prix Jupiter 2015 : Meilleure actrice internationale pour Scarlett Johansson.
- Société des effets visuels 2015 :
  - Meilleur environnement fictif dans un film d'action en prises de vues réelles pour Richard Bluff, Stephen Bevins, Stephen DeLuca et Tiffany Yung.
- Société nationale des critiques de cinéma 2015 : Meilleure actrice pour Scarlett Johansson.

### Sélections
- Festival international du film de Locarno 2014 : Film d'ouverture - hors compétition pour Luc Besson.

## Analyse
Outre la référence à la fresque La Création d'Adam, de Michel-Ange, le film rend hommage à 2001, l'Odyssée de l'espace, de Stanley Kubrick. En effet, la rencontre des deux Lucy est une référence au monolithe de Kubrick. Le personnage joué par Scarlett Johansson représente la connaissance, laquelle va être transmise à l'australopithèque. À la fin du film, le personnage de Lucy se transforme en un ordinateur qui disposerait de toutes les connaissances. Cet ordinateur va offrir, avant de se consumer, au professeur Norman une clé USB noire, représentant le monolithe de 2001, l'Odyssée de l'espace. Le SMS « Je suis partout » reçu par Del Rio à la fin du film fait également penser à la scène finale du film Le Cobaye, où tous les téléphones de la planète se mettent à sonner simultanément. Le scénario présente d'ailleurs une autre similitude : dans Le Cobaye, un homme simple d'esprit subit un traitement à base de drogues et voit ses capacités psychiques décuplées de façon extraordinaire,,.
Luc Besson a fourni une note d'intention aux techniciens dans laquelle il décrit visuellement trois étapes dans le film, associé aux films références Léon, Inception et 2001, l'odyssée de l'espace.
Le film semble aussi faire référence à Powder de Victor Salva[source secondaire souhaitée]. En effet le jeune adolescent très intelligent a des capacités extrasensorielles, il ressent les émotions et lit les pensées des autres ; la fin elle-même est identique car il devient la part d'un tout, de l'énergie pure.

## Autour du film

### Édition vidéo
Le film sort en France le 13 novembre dans un coffret Blu-ray Édition spéciale Fnac, le coffret comprend les films Lucy, Anna et Nikita.